# Каледонія (Беліз)
Каледонія (англ. Caledonia) — поселення на півночі Белізу, в окрузі Коросаль, південніше від адміністративного центру краю.

## Розташування
Каледонія знаходиться неподалік узбережжя Карибського моря і його затоки-бухти Четумаль, зокрема бухти Коросаль. Поруч поселення знаходиться велике прісноводне озеро Ранчіто Лагуна (Progresso Lagoon). Місцевість навколо Каледонії рівнинна, помережена невеличкими річками та болотяними озерцями, а саме село стоїть на берегах найбільшої водної артерії — Ріо-Нуево (Rio Nuevo).

## Населення
Населення за даними на 2010 рік становить 1400 осіб. З етнічної точки зору, населення — це суміш, метиси та креоли.
| Рік       | 2000 | 2010 |
| --------- | ---- | ---- |
| Населення | 1263 | 1400 |

## Клімат
Каледонія знаходиться у зоні тропічного мусонного клімату. Середньорічна температура становить +24 °C. Найспекотніший місяць квітень, коли середня температура становить +26 °C. Найхолодніший місяць січень, з середньою температурою +21 °С. Середньорічна кількість опадів становить 3261 міліметрів. Найбільше опадів випадає у жовтні, у середньому 404 мм опадів, самий сухий квітень, з 46 мм опадів.